# Heli Rolando de Tella y Cantos
 (mars 2024).
Si vous disposez d'ouvrages ou d'articles de référence ou si vous connaissez des sites web de qualité traitant du thème abordé ici, merci de compléter l'article en donnant les références utiles à sa vérifiabilité et en les liant à la section « Notes et références ».
Heli Rolando de Tella y Cantos est un général de brigade espagnol.

## Biographie
Il est né d'une famille de paysans galiciens, il étudie à l'Académie d'infanterie de Tolède. Il sert comme officier durant la Guerre du Rif et durant la Guerre civile espagnole du côté des nationalistes de Franco.
En 1936, il est major et commande une colonne dans l'armée du général Juan Yagüe vers Séville. Il participe à la Bataille de Mérida. Il participe ensuite au siège de Madrid.
Il est promu général de brigade et est nommé gouverneur de Lugo (Espagne). Il décède en 1967.